# Inferno (1947)
Inferno (originaltitel: Monsieur Vincent) är en fransk film från 1947 regisserad av Maurice Cloche. Filmens handling kretsar kring den franske prästen Vincent de Pauls strävan efter att förbättra levnadsvillkoren för de fattiga bönderna under digerdöden på 1600-talet. Filmen hade premiär i Frankrike 1947 och i USA året därpå.
Filmen utsågs till bästa utländska film vid Oscarsgalan 1949 och nominerades även till en BAFTA Award samt en Golden Globe Award. Pierre Fresnay vann pris som bästa skådespelare vid filmfestivalen i Venedig 1947 för sin roll som Vincent de Paul.